# Ngulungkulon
Ngulungkulon is een bestuurslaag in het regentschap Trenggalek van de provincie Oost-Java, Indonesië. Ngulungkulon telt 2271 inwoners (volkstelling 2010).